# Chrīstos Pipinīs
Chrīstos Pipinīs (in greco: Χρήστος Πιπίνης; Atene, 1º novembre 1984) è un calciatore greco, difensore dell'Agion Anargyron.

## Biografia
È nato ad Atene da un padre greco e da una mamma nativa di Cipro. È in possesso, quindi, anche del passaporto cipriota.

## Carriera

### Club
Ha disputato gran parte della sua carriera in Grecia. Dapprima all'Akratitos, dopo due stagioni con un totale di più 50 presenze racimolate tra campionato e coppa decide di trasferirsi al Venia, dove però trova poco spazio. Si muove poi al Thrasyvoulos per poi, nel giugno 2010, approdare all'Asteras Tripoli.
Nel mercato invernale del 2014 lascia per la prima volta la patria per aggregarsi all'APOEL Nicosia con cui firma un contratto di 18 mesi. Esordisce nella maggiore serie cipriota subentrando a partita in corso il 4 gennaio 2014 nel 2-2 contro l'AEL Limassol.

### Nazionale
Ha rappresentato in un'occasione la nazionale under-21 greca nel 2005.